# Campeonato Europeo de Triatlón de Media Distancia
El Campeonato Europeo de Triatlón de Media Distancia es la máxima competición a nivel europeo de triatlón de media distancia. Es organizado desde 1985 por la Unión Europea de Triatlón.

## Ediciones
| N.º   | Año  | Sede        | País         |
| ----- | ---- | ----------- | ------------ |
| I     | 1985 | Aabenraa    | Dinamarca    |
| II    | 1986 | Brasschaat  | Bélgica      |
| III   | 1987 | Roth        | RFA          |
| IV    | 1988 | Stein       | Países Bajos |
| V     | 1990 | Tréveris    | RFA          |
| VI    | 1992 | Joroinen    | Finlandia    |
| VII   | 1994 | Novo Mesto  | Eslovenia    |
| VIII  | 2013 | Barcelona   | España       |
| IX    | 2014 | Peguera     | España       |
| X     | 2015 | Rimini      | Italia       |
| XI    | 2016 | Walchsee    | Austria      |
| XII   | 2017 | Herning     | Dinamarca    |
| XIII  | 2018 | Ibiza       | España       |
| XIV   | 2019 | Târgu Mureș | Rumania      |
| XV    | 2021 | Walchsee    | Austria      |
| XVI   | 2022 | Bilbao      | España       |
| XVII  | 2023 | Menen       | Bélgica      |
| XVIII | 2024 | Coímbra     | Portugal     |
| XIX   | 2025 | Pamplona    | España       |

## Palmarés

### Masculino
| N.º   | Año  | Sede                     | Oro                            | Plata                          | Bronce                        |
| ----- | ---- | ------------------------ | ------------------------------ | ------------------------------ | ----------------------------- |
| I     | 1985 | Aabenraa ( Dinamarca)    | Peter Zijerveld · Países Bajos | Dirk Aschmoneit RFA            | Magnus Lönnqvist · Finlandia  |
| II    | 1986 | Brasschaat · ( Bélgica)  | Robert Barel · Países Bajos    | Didier Volckaert · Bélgica     | Tom Dimmendaal · Países Bajos |
| III   | 1987 | Roth ( RFA)              | Glenn Cook Reino Unido         | Axel Koenders · Países Bajos   | Jürgen Zäck RFA               |
| IV    | 1988 | Stein · ( Países Bajos)  | Robert Barel · Países Bajos    | Karel Blondeel · Bélgica       | Jürgen Zäck RFA               |
| V     | 1990 | Tréveris ( RFA)          | Karel Blondeel · Bélgica       | Mark Koks · Países Bajos       | Danilo Palmucci · Italia      |
| VI    | 1992 | Joroinen · ( Finlandia)  | Glenn Cook Reino Unido         | Thomas Hellriegel · Alemania   | Philippe Méthion Francia      |
| VII   | 1994 | Novo Mesto ( Eslovenia)  | Robert Barel · Países Bajos    | Christoph Mauch · Suiza        | Péter Kropkó · Hungría        |
| VIII  | 2013 | Barcelona · ( España)    | Javier Gómez Noya · España     | Martin Jensen Dinamarca        | Jens Toft Dinamarca           |
| IX    | 2014 | Peguera · ( España)      | Giulio Molinari · Italia       | Bruno Pais Portugal            | Gustavo Rodríguez · España    |
| X     | 2015 | Rimini · ( Italia)       | Filip Ospalý · República Checa | Giulio Molinari · Italia       | Bart Aernouts · Bélgica       |
| XI    | 2016 | Walchsee · ( Austria)    | Giulio Molinari · Italia       | Florian Angert · Alemania      | Thomas Steger · Austria       |
| XII   | 2017 | Herning ( Dinamarca)     | Patrick Dirksmeier · Alemania  | Anders Christensen Dinamarca   | Miki Taagholt Dinamarca       |
| XIII  | 2018 | Ibiza · ( España)        | Giulio Molinari · Italia       | Miki Taagholt Dinamarca        | Albert Moreno Molins · España |
| XIV   | 2019 | Târgu Mureș · ( Rumania) | Andréi Briujankov · Rusia      | Filipe Azevedo Portugal        | Domen Dornik Eslovenia        |
| XV    | 2021 | Walchsee · ( Austria)    | Frederic Funk · Alemania       | Thomas Steger · Austria        | Bart Aernouts · Bélgica       |
| XVI   | 2022 | Bilbao · ( España)       | Antonio Benito · España        | Christophe De Keyser · Bélgica | Rico Bogen · Alemania         |
| XVII  | 2023 | Menen · Bélgica          | Louis Naeyaert · Bélgica       | Jonathan Wayaffe · Bélgica     | Dieter Comhair · Bélgica      |
| XVIII | 2024 | Coímbra ( Portugal)      | Antonio Benito · España        | Alexandre Nobre Portugal       | Ognjen Stojanović Serbia      |
| XIX   | 2025 | Pamplona · ( España)     | Guillem Montiel · España       | Ognjen Stojanović Serbia       | Fernando Zorrilla · España    |

### Femenino
| N.º   | Año  | Sede                     | Oro                             | Plata                          | Bronce                          |
| ----- | ---- | ------------------------ | ------------------------------- | ------------------------------ | ------------------------------- |
| I     | 1985 | Aabenraa ( Dinamarca)    | Lieve Paulus · Bélgica          | Sarah Springman Reino Unido    | Brigitta Sandahl · Suecia       |
| II    | 1986 | Brasschaat · ( Bélgica)  | Erin Baker Nueva Zelanda        | Sarah Coope Reino Unido        | Irma Zwartkruis · Países Bajos  |
| III   | 1987 | Roth ( RFA)              | Sarah Coope Reino Unido         | Sarah Springman Reino Unido    | Irma Zwartkruis · Países Bajos  |
| IV    | 1988 | Stein · ( Países Bajos)  | Sarah Coope Reino Unido         | Irma Zwartkruis · Países Bajos | Anneliese Weber RFA             |
| V     | 1990 | Tréveris ( RFA)          | Isabelle Mouthon Francia        | Thea Sybesma · Países Bajos    | Jeannine De Ruysscher · Bélgica |
| VI    | 1992 | Joroinen · ( Finlandia)  | Jeannine De Ruysscher · Bélgica | Isabelle Mouthon Francia       | Thea Sybesma · Países Bajos     |
| VII   | 1994 | Novo Mesto ( Eslovenia)  | Isabelle Mouthon Francia        | Natascha Badmann · Suiza       | Simone Mortier · Alemania       |
| VIII  | 2013 | Barcelona · ( España)    | Camilla Pedersen Dinamarca      | Eimear Mullan Irlanda          | Maria Cześnik · Polonia         |
| IX    | 2014 | Peguera · ( España)      | Lisa Hütthaler · Austria        | Helle Frederiksen Dinamarca    | Maja Stage Nielsen Dinamarca    |
| X     | 2015 | Rimini · ( Italia)       | Kaisa Lehtonen · Finlandia      | Sara Dossena · Italia          | Vanessa Raw Reino Unido         |
| XI    | 2016 | Walchsee · ( Austria)    | Julia Gajer · Alemania          | Maja Stage Nielsen Dinamarca   | Lisa Hütthaler · Austria        |
| XII   | 2017 | Herning ( Dinamarca)     | Camilla Pedersen Dinamarca      | Maja Stage Nielsen Dinamarca   | Sarah Lewis Reino Unido         |
| XIII  | 2018 | Ibiza · ( España)        | Alexandra Tondeur · Bélgica     | Sarah Lewis Reino Unido        | Alice Hector Reino Unido        |
| XIV   | 2019 | Târgu Mureș · ( Rumania) | Katrina Rye Reino Unido         | Ewa Bugdol · Polonia           | Líliya Baranovska · Ucrania     |
| XV    | 2021 | Walchsee · ( Austria)    | Nicola Spirig · Suiza           | Anne Haug · Alemania           | Marta Bernardi · Italia         |
| XVI   | 2022 | Bilbao · ( España)       | Helene Alberdi · España         | Judith Corachán · España       | Raquel Rocha Portugal           |
| XVII  | 2023 | Menen · Bélgica          | Diede Diederiks · Países Bajos  | Marta Łagownik · Polonia       | Jenny Jendryschik · Alemania    |
| XVIII | 2024 | Coímbra ( Portugal)      | Marta Łagownik · Polonia        | Marta Sánchez · España         | Laura Gómez Ramón · España      |
| XIX   | 2025 | Pamplona · ( España)     | Marta Łagownik · Polonia        | Marta Bernardi · Italia        | María Varo · España             |

## Medallero
- Actualizado hasta Pamplona 2025 (prueba élite individual).[1][2]

| Núm. | País            | Oro | Plata | Bronce | Total |
| ---- | --------------- | --- | ----- | ------ | ----- |
| 1    | Bélgica         | 5   | 4     | 4      | 13    |
| 1    | Países Bajos    | 5   | 4     | 4      | 13    |
| 3    | Reino Unido     | 5   | 4     | 3      | 12    |
| 4    | España          | 5   | 2     | 5      | 12    |
| 5    | Alemania        | 3   | 4     | 6      | 13    |
| 6    | Italia          | 3   | 3     | 2      | 8     |
| 7    | Dinamarca       | 2   | 6     | 3      | 11    |
| 8    | Polonia         | 2   | 2     | 1      | 5     |
| 9    | Francia         | 2   | 1     | 1      | 4     |
| 10   | Suiza           | 1   | 2     | 0      | 3     |
| 11   | Austria         | 1   | 1     | 2      | 4     |
| 12   | Finlandia       | 1   | 0     | 1      | 2     |
| 13   | Nueva Zelanda   | 1   | 0     | 0      | 1     |
| 13   | República Checa | 1   | 0     | 0      | 1     |
| 13   | Rusia           | 1   | 0     | 0      | 1     |
| 16   | Portugal        | 0   | 3     | 1      | 4     |
| 17   | Serbia          | 0   | 1     | 1      | 2     |
| 18   | Irlanda         | 0   | 1     | 0      | 1     |
| 19   | Hungría         | 0   | 0     | 1      | 1     |
| 19   | Eslovenia       | 0   | 0     | 1      | 1     |
| 19   | Suecia          | 0   | 0     | 1      | 1     |
| 19   | Ucrania         | 0   | 0     | 1      | 1     |
|      | TOTAL           | 38  | 38    | 38     | 114   |

1. ↑  Incluye las medallas de la RFA.